# Foliá (Rhodope)
Foliá (grec moderne : Φωλιά) est une localité située dans le dème d'Íasmos, dans le district régional de Rhodope, dans la periphérie de Macédoine-Orientale-et-Thrace, en Grèce.
Selon le recensement de 2011, elle compte 264 habitants.